# Płaskowyż Edwardsa

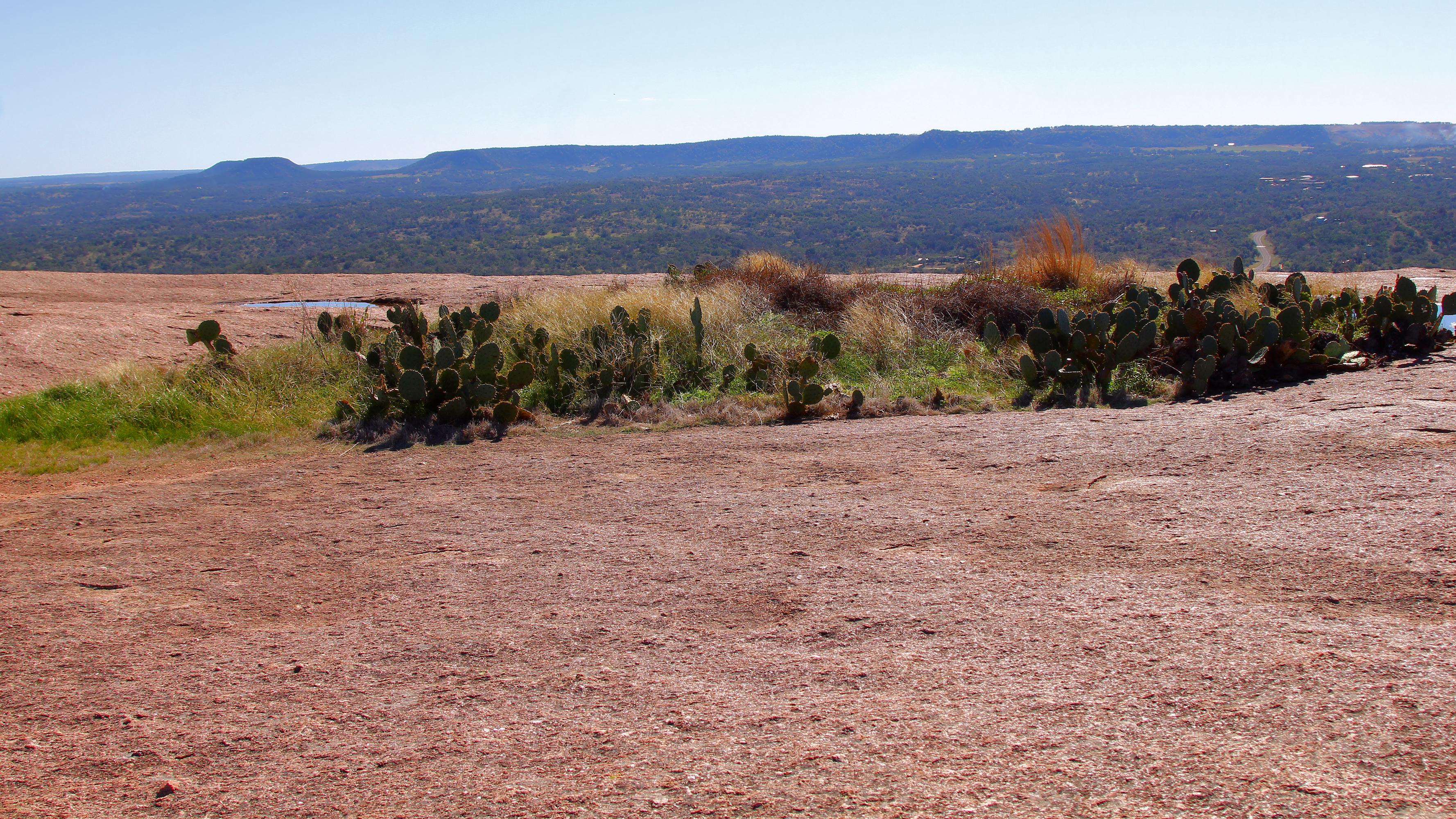
Krajobraz Płaskowyżu Edwardsa (Enchanted Rock)

Płaskowyż Edwardsa (Wyżyna Edwardsa, ang. Edwards Plateau) – płaskowyż w Stanach Zjednoczonych, w środkowej części stanu Teksas, stanowiący najbardziej na południe wysunięty fragment Wielkich Równin, położony pomiędzy rzekami Pecos (na zachodzie) i Colorado (na wschodzie i północy).
Płaskowyż zajmuje obszar o powierzchni niemal 100 000 km². Wysokość terenu wynosi od 250 do 1000 m n.p.m. Płaskowyż, zbudowany z wapienia, poprzecinany jest wieloma kanionami, występują tu liczne jaskinie. Krajobraz zdominowany jest przez roślinność sawannową. Na terenie płaskowyżu na dużą skalę prowadzona jest hodowla bydła, owiec i kóz, a w ograniczonym zakresie uprawa roli (sorgo, bawełna).
Płaskowyż nazwany został na cześć teksańskiego osadnika Hadena Edwardsa.